# Marqueur de différenciation
Un marqueur de différenciation est une protéine spécifiquement exprimée par une cellule au cours de son processus de différenciation cellulaire. Cette expression est généralement contrôlée par l'activation et la régulation du gène spécifique correspondant.

## Quelques exemples
Les protéines suivantes sont exprimées spécifiquement par les cellules correspondantes :
- CD3 : Lymphocytes T
- CD20 : Lymphocytes B
- CD45 : Panleucocytaire
- Chromogranine : cellules neuroendocrines
- Cytokératine : Tumeurs épithéliales, en particulier les carcinomes.
- Desmine : Tumeurs musculaires striées (rhabdomyomes, rhabdomyosarcomes)
- HMB45 : Mélanomes
- Thyroglobuline : cellules thyréotropes.